# Nokia Lumia 730
Nokia Lumia 730 — смартфон, разработанный компанией Nokia, работающий под управлением операционной системы Windows Phone 8.1. Аппарат был анонсирован 4 сентября 2014 года на IFA 2014 в Берлине. Смартфон оснащен четырёхъядерным процессором с частотой 1,2 ГГц и экраном с диагональю 4,7 дюймов. Экран характеризуется повышенной чувствительностью и позволяет пользоваться телефоном в том числе и в перчатках. В телефоне установлена камера с разрешением 6,7 Мегапикселей. В аппарате предустановлено 8 Гб памяти, возможно расширение с помощью карт памяти MicroSD максимальным объёмом до 128 Гб.

## Аппаратная часть
Монолитный корпус выполнен из поликарбоната, аналогично Nokia Lumia 920. Lumia 730 представляет собой мощный смартфон на две SIM-карты. Смартфон представлен в следующих цветах: ярко-оранжевый (глянцевый), ярко-зелёный, белый (матовые, софт-тач). В комплекте всех трёх цветов поставляется дополнительный тёмно-серый корпус.

### Процессор, память
Процессор — 4-ядерный Snapdragon 400 частотой 1,2 ГГц. Оперативная память составляет 1 ГБ, что вдвое больше у предшественника из старого поколения — Nokia Lumia 720.
8 ГБ внутренней памяти, пользователю доступно до 3.5GB, слот для MicroSD карты до 128 ГБ и 15 ГБ облачного хранилища OneDrive.

### Экран
На смартфоне доступно: Управление яркостью, Частота обновления кадров 60 Гц, Дополнительные функции, позволяющие работать в условиях яркого солнечного света, Стекло Corning Gorilla 3, Простота очистки, Режим высокой яркости, Широкий угол обзора, Стойкое к царапинам стекло, Двойное касание для включения.

### Камера
Lumia 730 обладает основной камерой в 6,7 Мпикс, а также широкоугольной фронтальной камерой в 5 Мпикс. Так же, как и во всех смартфонах линейки Lumia, установлена камера Carl Zeiss и используется технология PureView.

### Связь
Как и во всех Nokia Lumia, в 730 возможен доступ во все известные почты: Gmail, «Почта Nokia», MS Exchange Active Sync, Windows Live / Hotmail / Outlook.com, Yahoo! Mail, IBM Notes Traveler, Outlook/Office 365/Exchange с одной папки «Входящие». Доступен просмотр и редактирование вложений, несколько учётных записей электронной почты, электронная почта в формате HTML, Фильтрация входящих сообщений, озвучивание текстовых сообщений, представление сообщений электронной почты в виде чата, подключение нескольких почтовых ящиков к одному, интеллектуальная клавиатура, текстовые сообщения, автоматическое изменение размера изображений для MMS, списки рассылки для сообщений, мультимедийные сообщения, представление SMS-сообщений в виде чата, Единая папка для входящих SMS- и MMS-сообщений, отправки длинных текстовых сообщений, встроенное приложение для работы с текстовыми сообщениями и чатом, предварительный просмотр номеров для отправки сообщений, озвучивание текстовых сообщений.

### Индукционная зарядка, питание
Ёмкость аккумулятора составляет 2220 мА·ч. Беспроводной зарядки нет.

## Операционная система, приложения
Смартфон работает на базе операционной системы Windows Phone 8.1. Обладатели Lumia 730 смогут использовать такие функции и возможности, как «Центр уведомлений» (ActionCenter) и «Живые плитки» (LiveTiles), эффективные облачные инструменты в виде Microsoft Office, детальные карты и спутниковую навигацию (HERE Maps и Drive+). Как клиенты ведущих социальных сервисов, использовать Instagram и Twitter, а также новейшие фитнес-приложения с преимуществами революционной технологии Sensor Core, такие как Fitbit и Adidas miCoach. В Lumia 730 и уже установлено новейшее обновление Lumia Denim, которое содержит Live Folders, Apps Corner, больше возможностей сетевой защиты и сверхновейшую Lumia Camera для устройств Lumia на базе 8.1.